# متانور
متانور (به انگلیسی: Mattanur) یک منطقهٔ مسکونی در هند است که در بخش کنور واقع شده‌است. متانور ۵۴٫۱۵ کیلومتر مربع مساحت و ۴۷٬۰۷۸ نفر جمعیت دارد و ۷۷ متر بالاتر از سطح دریا واقع شده‌است.